# مجلس كراكاس العسكري الأعلى

علم المجلس العسكري الأعلى.

مجلس كاراكاس العسكري الأعلى كانت المؤسسة التي حكمت رئاسة فنزويلا العامة في أعقاب الاستقالة القسرية للكابتن الجنرال فيسينت إمباران في 19 أبريل 1810 لتكون هذه بداية حرب الاستقلال الفنزويلية. استمر المجلس حتى 2 مارس 1811 عندما تأسس أول مؤتمر تأسيسي لجمهورية فنزويلا الأولى.
في أعقاب أحداث ثورة 19 أبريل 1810 أُقيلت القيادة العامة وغيرها من المسؤولين الاستعماريين الذين عينهم جوزيف بونابرت للإشراف على رئاسة فنزويلا العامة من قبل حكومة بلدية موسعة في كاراكاس أطلقت على نفسها اسم: المجلس الأعلى للحفاظ على حقوق فيرناندو السابع ملك إسبانيا.
كان أحد التدابير الأولى للثوار بعد الحصول على دعم ست مقاطعات هو إرسال بعثات دبلوماسية إلى الخارج لطلب الدعم للثورة والاعتراف بالمجلس الأعلى لكاراكاس بوصفه المستشار الشرعي لفنزويلا في غياب الملك حيث أُرسل سيمون بوليفار ولويس لوبيز منديز مع أندريس بيلو سكرتيرًا إلى لندن بعدما غادر من لا غويرا في أوائل يونيو من العام 1810. وصل شقيق المحرر خوان فيسنتي بوليفار بالاسيوس، وخوسيه رافائيل ريفينغا، وتيلسفيرو أوريا إلى الولايات المتحدة حبث نجحوا في الحصول على بعض اهتمام حكومة ذلك البلد لدعم المجلس الأعلى.